# Felix Oskar Hänichen
Felix Oskar Hänichen (* 21. September 1865 in Lockwitz; † 5. September 1946 ebenda) war ein deutscher Kaufmann, Politiker und Mitglied des Deutschen Reichstags.

## Leben
Hänichen besuchte das Realgymnasium in Dresden-Altstadt und studierte an der Universität Jena, der Albert-Ludwigs-Universität Freiburg, der Friedrich-Wilhelms-Universität Berlin, der Universität Leipzig, der Ludwig-Maximilians-Universität München, der Julius-Maximilians-Universität Würzburg und der Ruprecht-Karls-Universität Heidelberg. Er leitete mit seinen Brüdern das mütterliche Geschäft, eine Preßhefefabrik und Kornbranntweinbrennerei in seinem Heimatort Lockwitz.
Ab 1893 war er Mitglied des Deutschen Reichstags für den Wahlkreis Königreich Sachsen 6 Dresden-Land links der Elbe, Dippoldiswalde und die antisemitische Deutsche Reformpartei. Sein Mandat legte er am 22. Februar 1895 wegen Krankheit nieder.